# Hylogomphus viridifrons
Hylogomphus viridifrons – gatunek ważki z rodziny gadziogłówkowatych (Gomphidae). Występuje na terenie Ameryki Północnej – we wschodniej połowie USA i południowej Kanadzie (prowincja Ontario).